# Ulica Gramatyka w Krakowie
Ulica Gramatyka – ulica w Krakowie, w dzielnicy V Krowodrza, w Łobzowie.
Łączy ulicę Juliusza Lea i ul. Warmijską z okolicami ulicy Nawojki. Jest jednojezdniowa.

## Historia
Ulica obecną nazwę otrzymała po II wojnie światowej, choć jako bezimienna droga istniała już w latach trzydziestych XX wieku. 
Nazwa jej upamiętnia folwark, znajdujący się dawniej w miejscu ulicy, zwany Królowa Wola, który w 1517 roku Piotr Danielowicz ofiarował Akademii Krakowskiej, która przeznaczyła go na uposażenie katedry gramatyki – stąd też wzięła się późniejsza nazwa ulicy, Gramatyka.
Ulica często błędnie jest nazywana ulicą Antoniego Gramatyka, w spisie ulic Krakowa, ulica widnieje jako ulica Gramatyka.

## Zabudowa
W 1931 roku wzniesiono pierwszy budynek w obrębie ulicy, będący domem akademickim Akademii Górniczo-Hutniczej im. Stanisława Staszica.
Po zachodniej stronie ulicy:
- ul. Gramatyka 7 – willa. Projektował Jan Burzyński, 1934.

Po wschodniej stronie ulicy:
- ul. Gramatyka 10 – siedziba Wydziału Zarządzania Akademii Górniczo-Hutniczej, lata 50. XX wieku.

Opracowano na podstawie źródła: Gminnej ewidencji zabytków – Kraków.